# Victor Jacobs
Philippe Marie Victor Jacobs (Antwerpen, 18 januari 1838 - Sint-Gillis, 20 december 1891) was een Belgisch bestuurder, advocaat en politicus voor de Meetingpartij en vervolgens de Katholieke Partij.

## Levensloop
Jacobs was een telg uit het geslacht Jacobs van Merlen. Hij was een zoon van Louis Jacobs en van Marie van Merlen. Pierre was stafhouder van de balie van advocaten in Antwerpen. Victor trouwde met Valentine Bernard. Hij promoveerde in 1860 tot doctor in de rechten en vestigde zich van 1860 tot 1876 als advocaat in Antwerpen en vervolgens van 1877 tot 1891 in Brussel. Tevens was hij beheerder van diverse maatschappijen, onder meer banken, steenkoolmijnen en spoorwegmaatschappijen.
Van 1863 tot 1890 zetelde hij in de Kamer van volksvertegenwoordigers voor het arrondissement Antwerpen: eerst voor de Antwerpse Meetingpartij en vervolgens voor de Katholieke Partij. Jacobs was in 1870 Minister van Openbare Werken, van 1870 tot 1871 Minister van Financiën. 
In 1884 werd hij Minister van Binnenlandse Zaken in de regering-Malou. Het Ministerie van Onderwijs (door de vorige liberale regering opgericht) werd afgeschaft en de wet-Jacobs van 30 augustus 1884 hief de staatsmonopolie over onderwijs op. Gemeentebesturen mochten voortaan neutrale (staats)scholen vervangen door "vrije" scholen, met leraren zonder diploma en met godsdienst als vak.
In 1888 werd hij benoemd tot minister van Staat.